# Syzygium dictyoneurum
Syzygium dictyoneurum är en myrtenväxtart som beskrevs av Friedrich Ludwig Diels. Syzygium dictyoneurum ingår i släktet Syzygium och familjen myrtenväxter. Inga underarter finns listade i Catalogue of Life.